# Saint-Julien-sur-Garonne
Saint-Julien-sur-Garonne is een gemeente in het Franse departement Haute-Garonne (regio Occitanie) en telt 422 inwoners (2005). De plaats maakt deel uit van het arrondissement Muret.
Op 12 september 2005 werd het achtervoegsel -sur-Garonne aan de naam toegevoegd om het onderscheid tussen andere naamgenoten te maken.

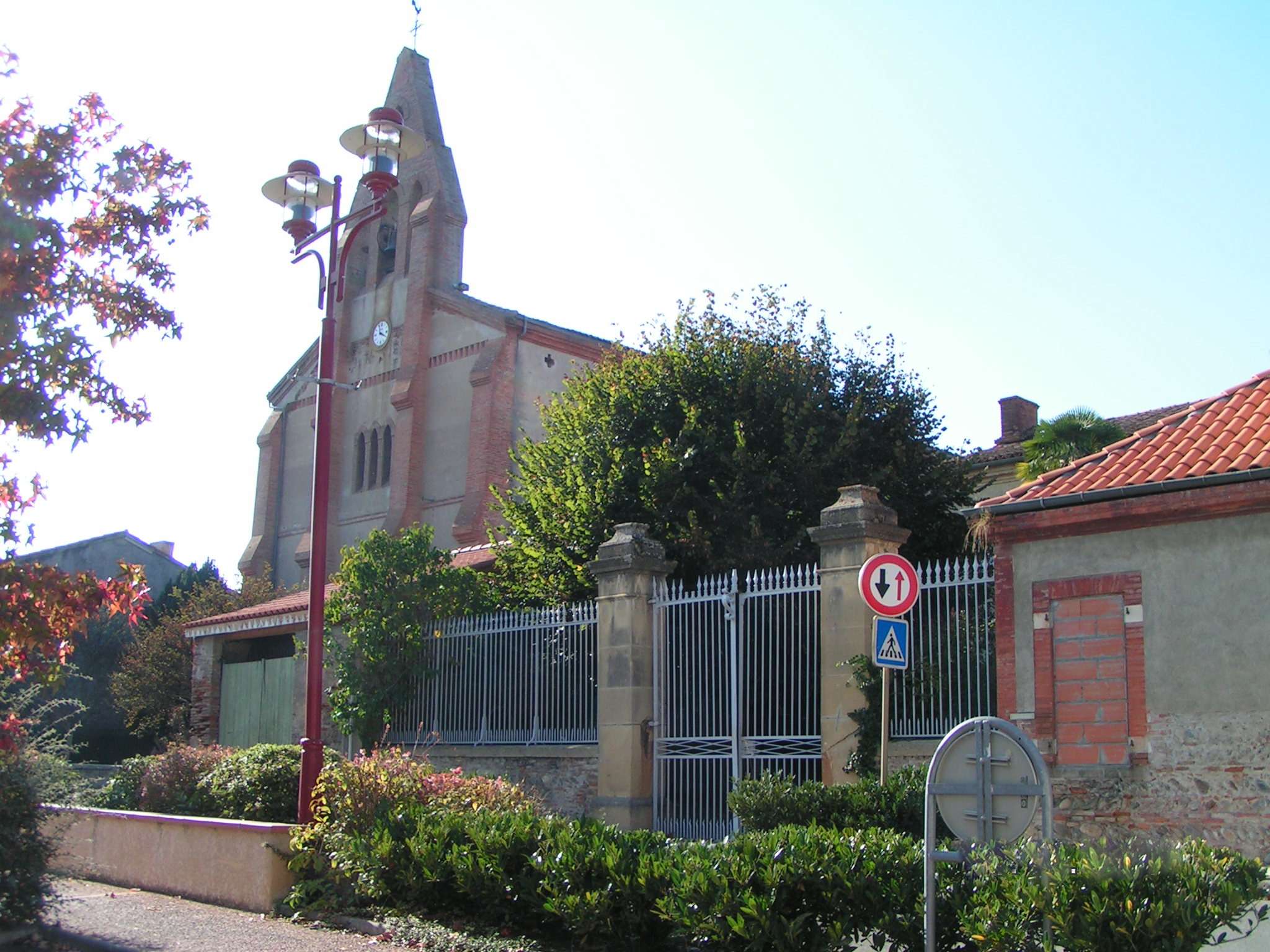
Saint-Julien-sur-Garonne
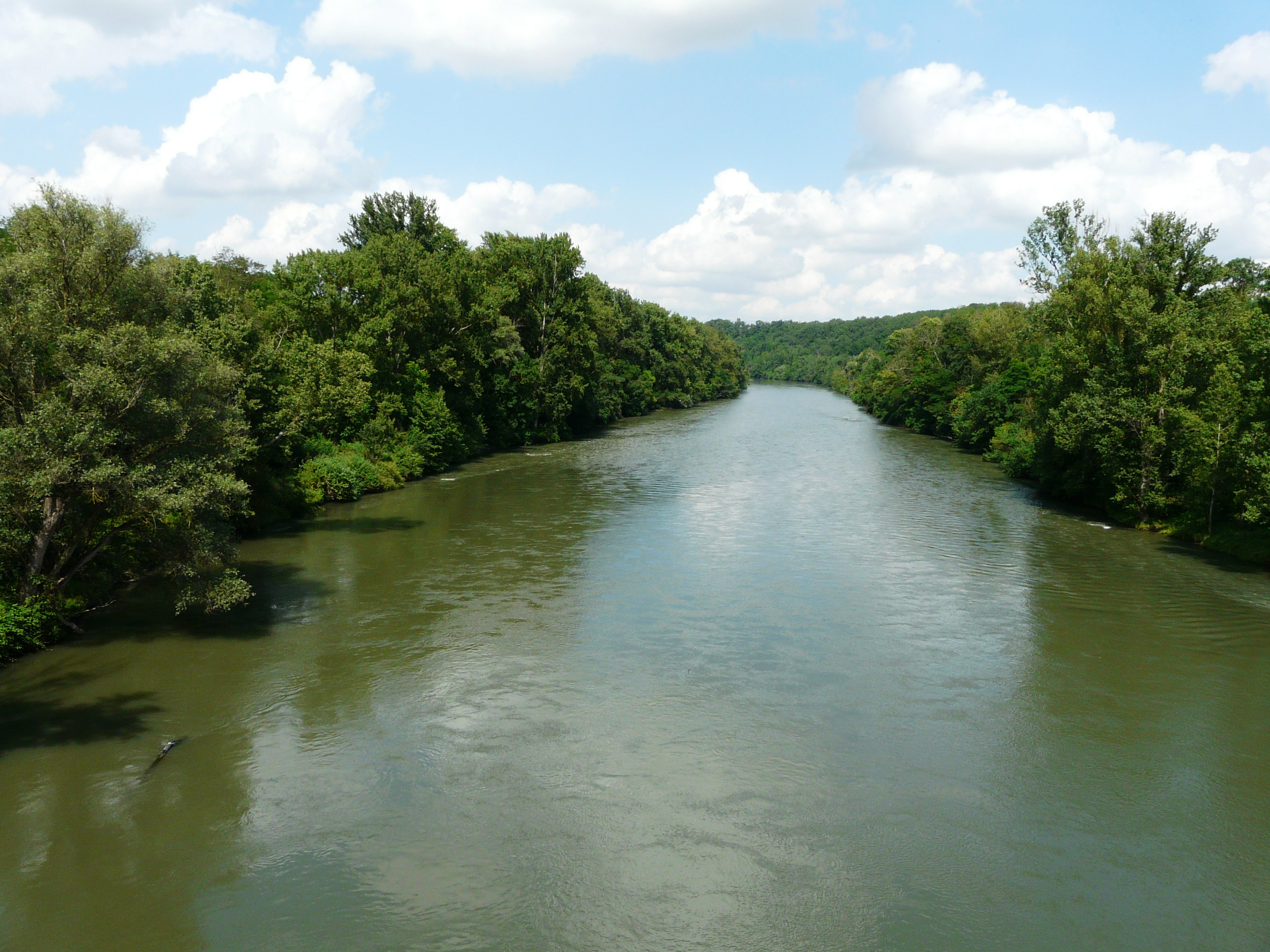
De Garonne bij Saint-Julien-sur-Garonne
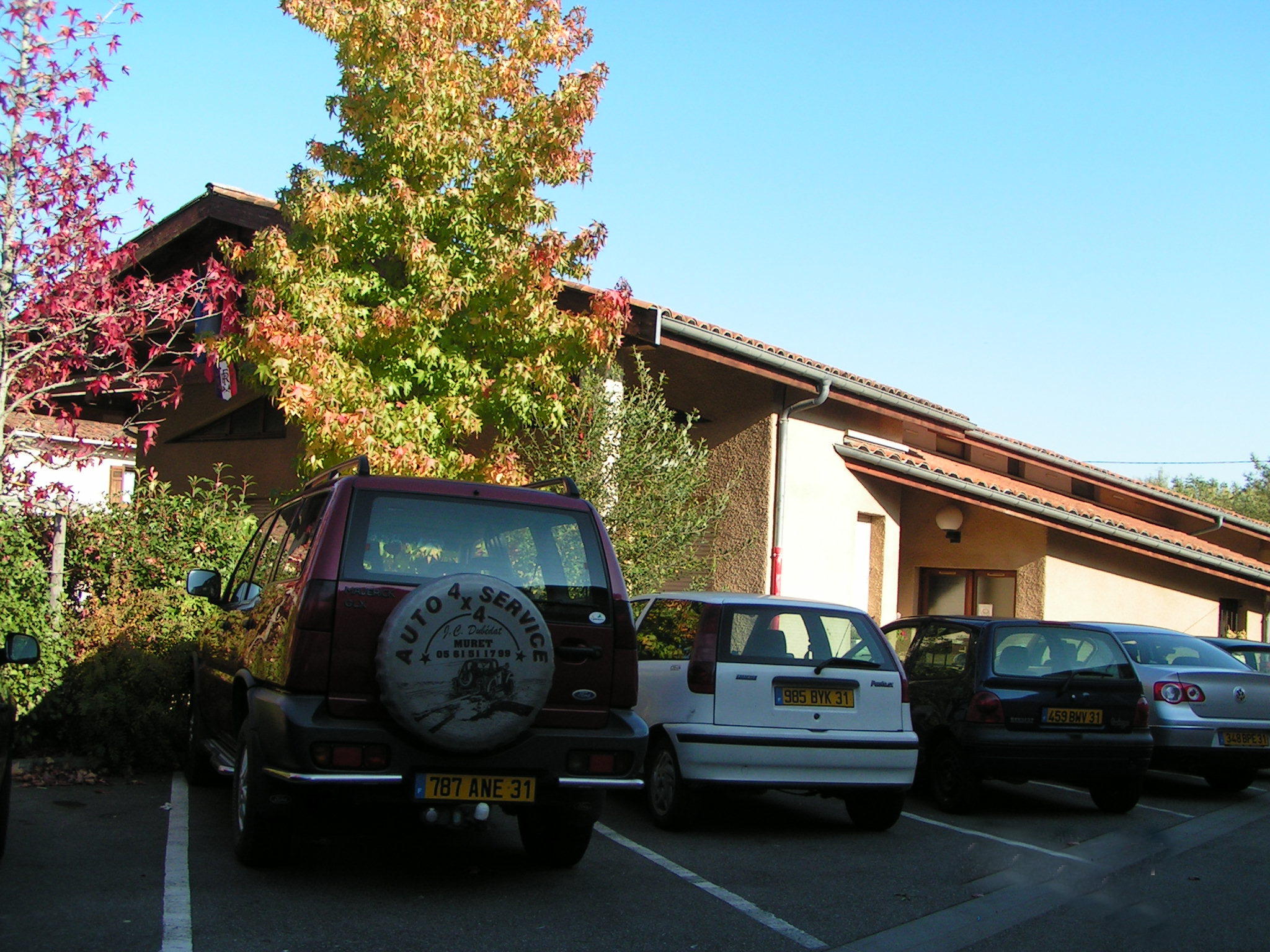
Gemeentehuis

## Geografie
De oppervlakte van Saint-Julien-sur-Garonne bedraagt 8,1 km², de bevolkingsdichtheid is 52,1 inwoners per km².
De onderstaande kaart toont de ligging van Saint-Julien-sur-Garonne met de belangrijkste infrastructuur en aangrenzende gemeenten.

## Demografie
Onderstaande figuur toont het verloop van het inwonertal (bron: INSEE-tellingen).